# Zaffera a rilievo

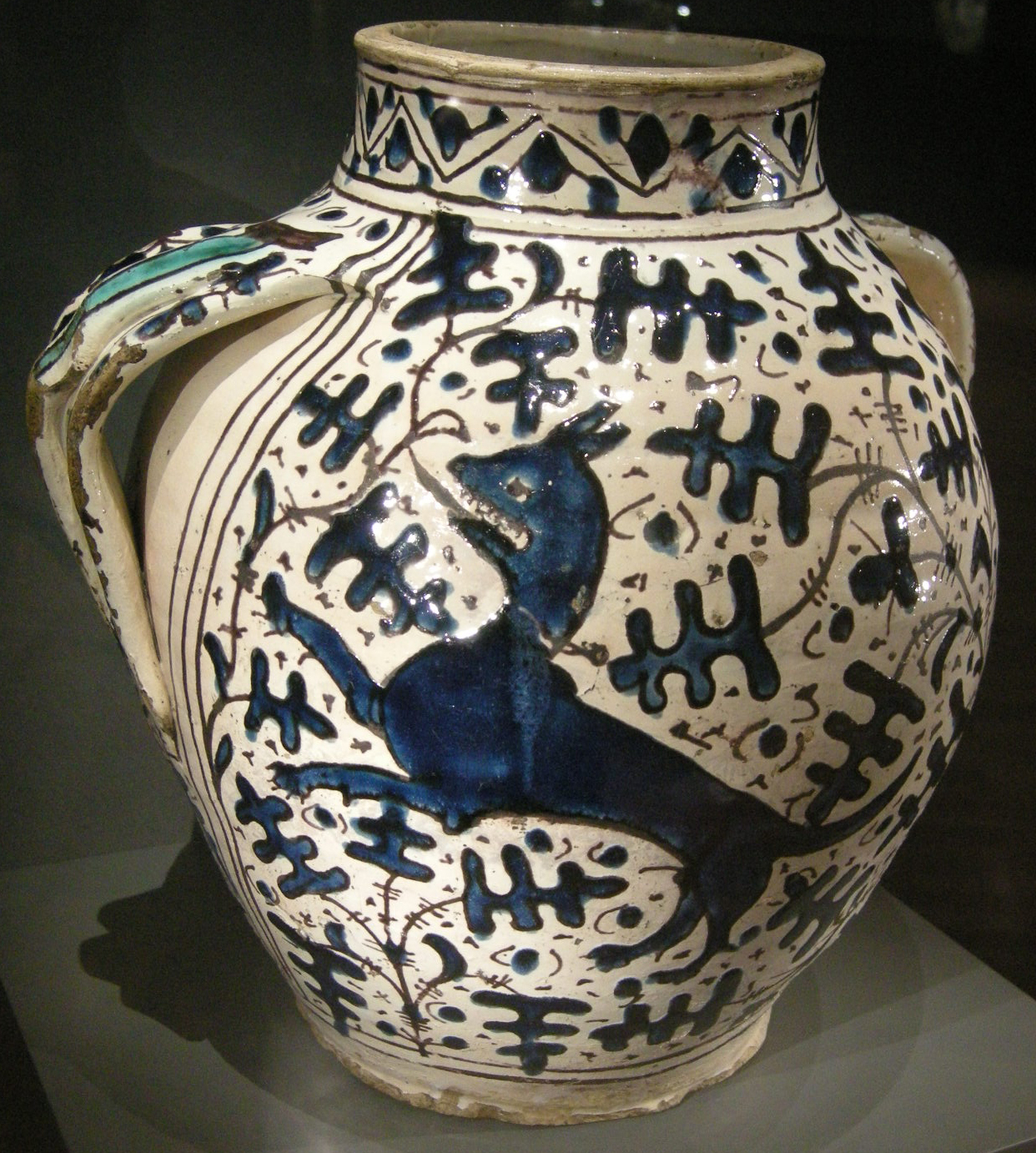
Firenze, contenitore da farmacia da Santa Maria Nuova, 1430-1450 circa, National Gallery of Victoria

La zaffera a rilievo o, più comunemente, zaffera è un tipo di lavorazione della maiolica, diffuso in Toscana, in Umbria, a Faenza e nell'alto Lazio, nel corso del XV secolo. Questa decorazione è anche chiamata "a foglia di quercia" o "a goccioloni" [di pittura densa]. 
Il colore blu scuro (blu cobalto), usato per la decorazione, ha la stessa derivazione greca e poi araba della parola zaffiro. Il pigmento veniva steso entro contorni bruni su sfondo bianco e durante la cottura si gonfiava producendo il tipico effetto a rilievo, dovuto alla presenza di una creta sciolta, detta barbottina. Gli ornati rappresentano per lo più motivi vegetali, animali stilizzati, emblemi, figure umane e talvolta creature fantastiche, realizzati entro un contorno in cui veniva inserito il colore blu in pennellate dense e larghe. Tra le decorazioni fitomorfe più utilizzate c'è quella della foglia di quercia stilizzata, in tutte le possibili varianti. A ciò si aggiunge spesso la rappresentazione centrale di uno o più animali, più raramente di un personaggio o di un motivo araldico. 
In Toscana l'ornato a zaffera invadeva tutto il pezzo decorato, mentre a Faenza era inserito entro una corona di manganese o di smalto turchino.
Scavi archeologici nei butti di Viterbo hanno dimostrato che la produzione avvenne per un periodo brevissimo di circa venti o trent'anni, in poche officine cittadine. La lavorazione, benché di grande pregio, sarebbe stata abbandonata precocemente forse a causa dell'elevata difficoltà di esecuzione. In fase di cottura infatti, se si raggiungono temperature troppo elevate, l'ossido di cobalto diviene liquido e cola con gran facilità.